# Университет Брандона

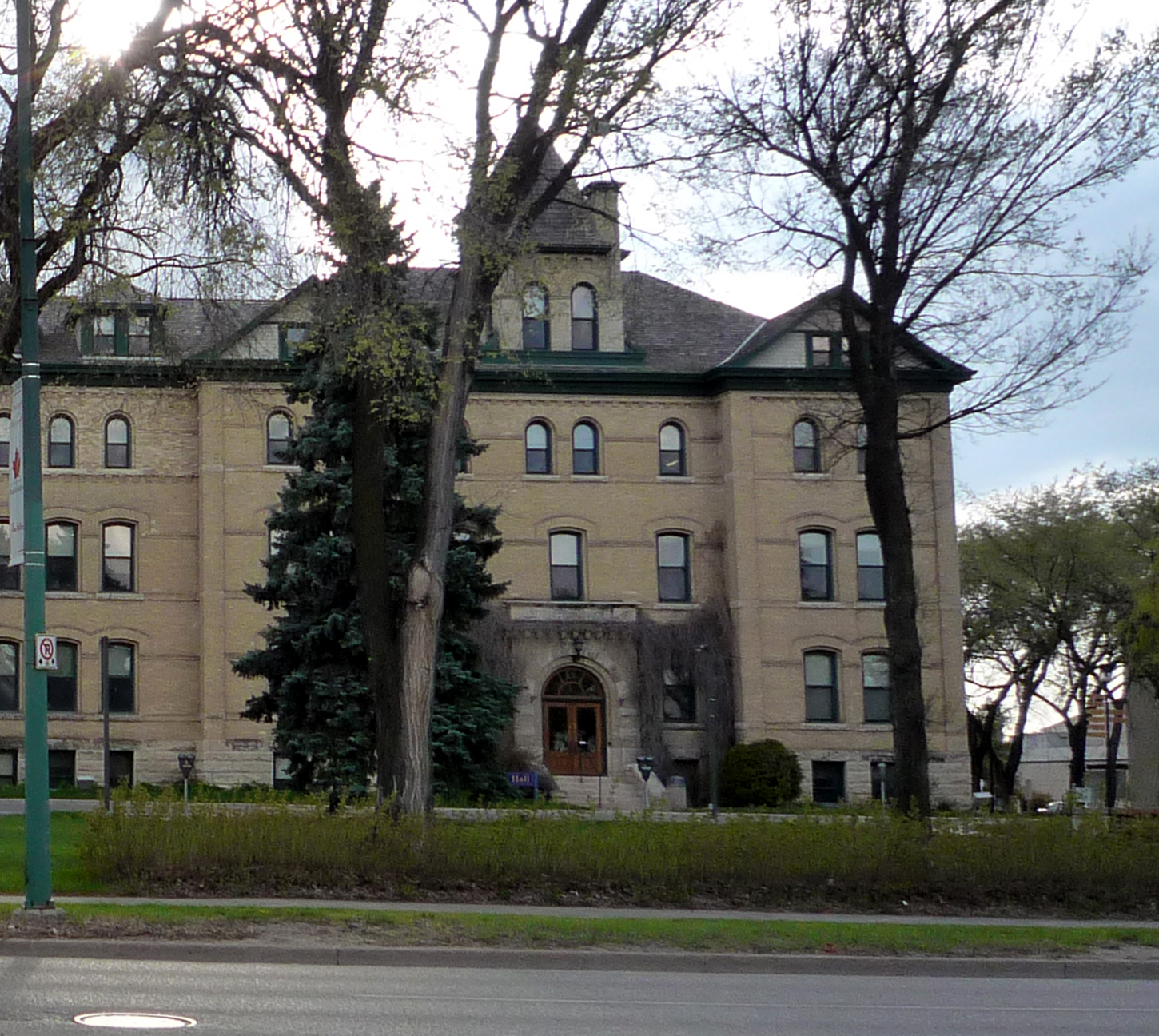

Университет Брандона (англ. Brandon University) расположен в городе Брандон провинции Манитоба, Канада. На пяти факультетах университета (факультеты искусства, образования и науки, школы здравоохранения и музыки) обучается более 3 тысяч студентов.

## История
В 1880 году был основан Прерии-колледж в Рапид-сити в 30 км к северу от Брандона, который вскоре был расформирован, а на его базе была основана академия под руководством профессора Макки. В 1890 году через Брандон была построена железная дорога, город стал развиваться и туда переехала академия.
В 1898 году предприниматель из Торонто Уильям Давиес пожертвовал 25 тысяч долларов на образование баптистского колледжа в Брандоне. Колледж был образован в 1899 году и академия Макки влилась в его состав. До 1938 года колледж был филиалом университета Макмастера и поддерживался баптистским объединением Западной Канады. В 1938 году община отказалась от финансирования колледжа, коллеж утратил религиозный статус и присоединился к университету Манитобы.
Колледж получил статус университета 5 июня 1967 года.